# Schackspelare
En schackspelare är en person som spelar schack, antingen som amatör eller som professionell. En schackspelare kan spela vita eller svarta pjäser i schack.

## Bildgalleri
Kända schackspelare.

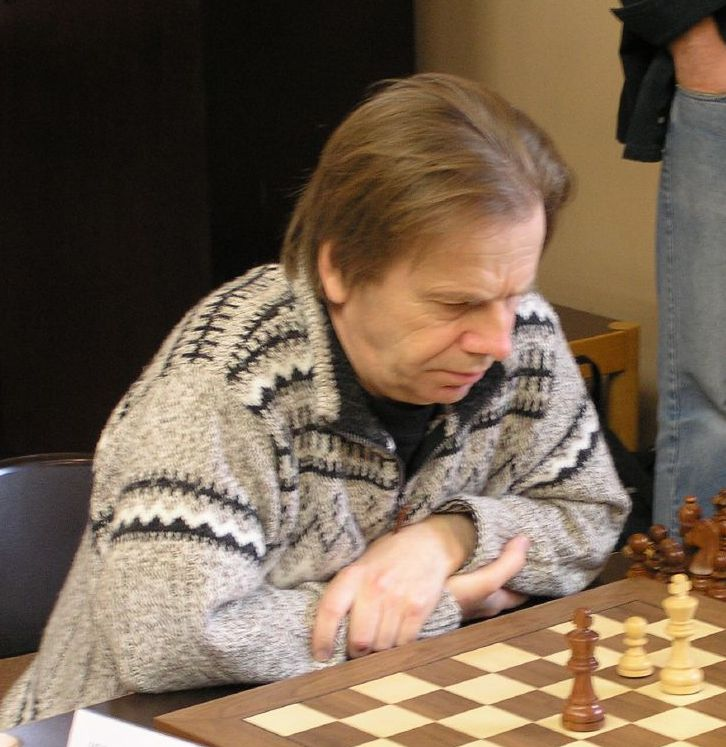
Ulf Andersson.
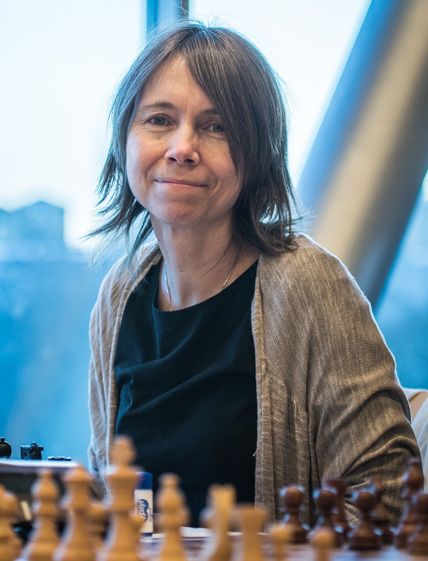
Pia Cramling.
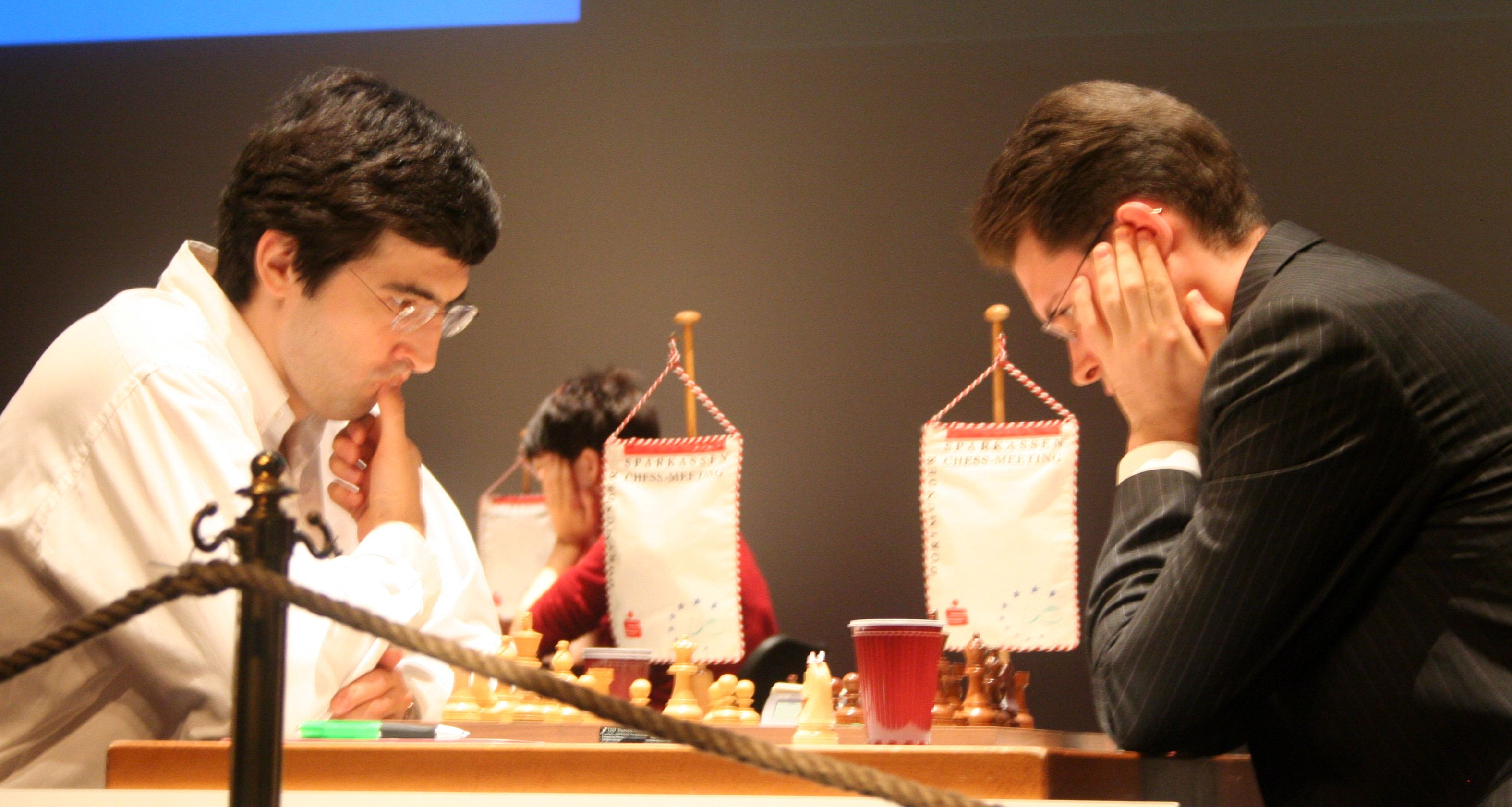
Vladimir Kramnik och Peter Leko.
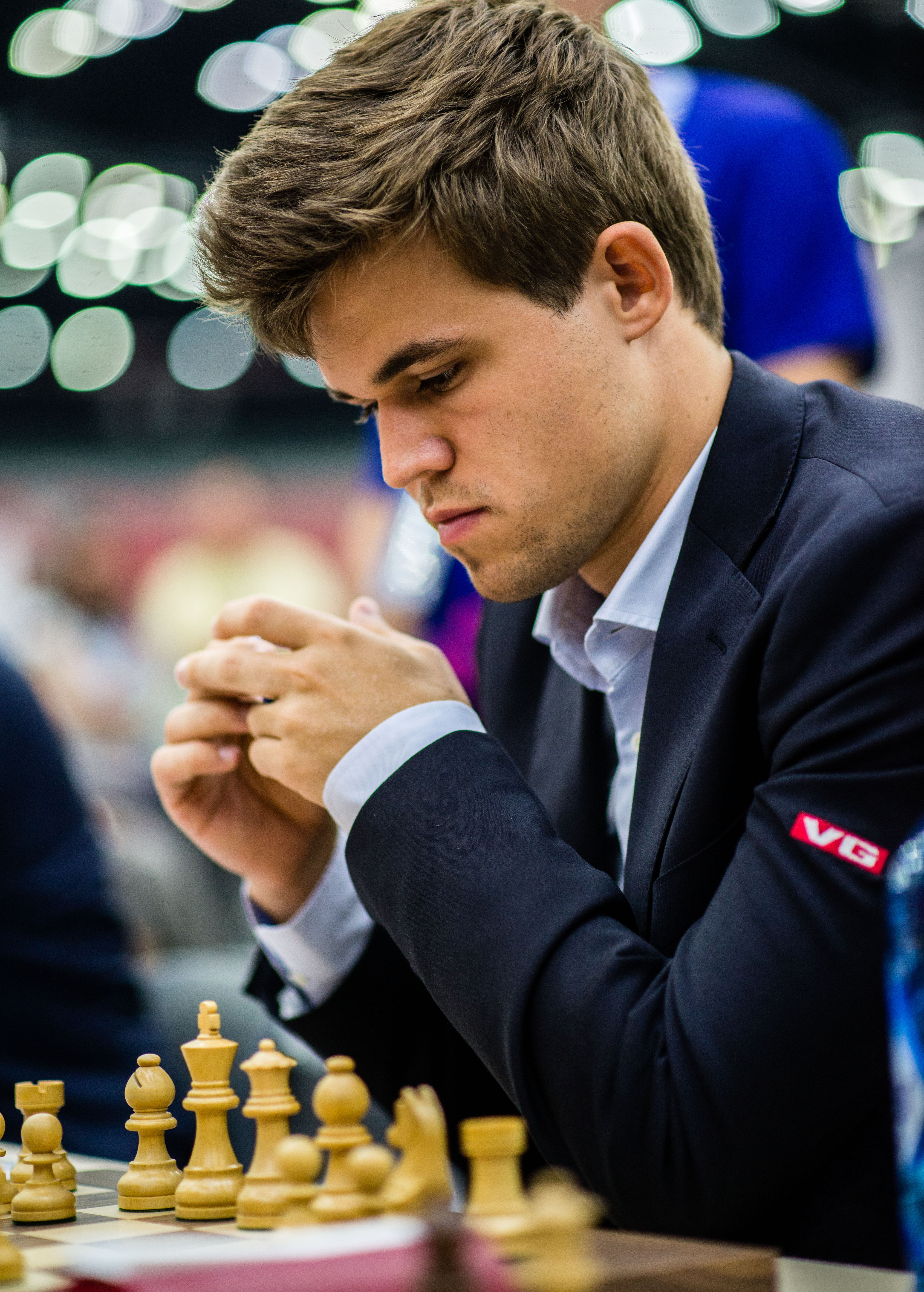
Magnus Carlsen.
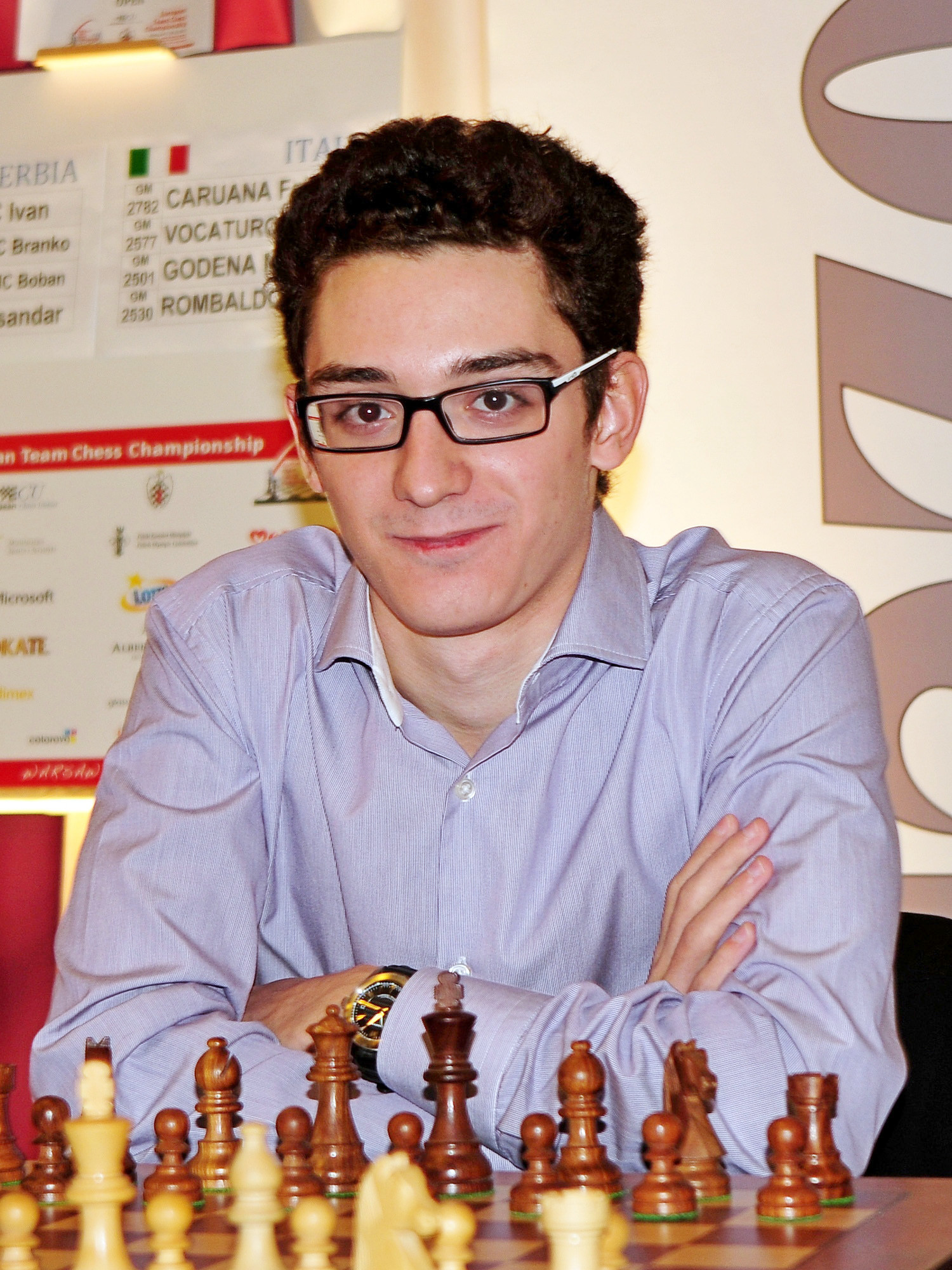
Fabiano Caruana (2013), utmanare i världsmästerskapet i schack 2018.
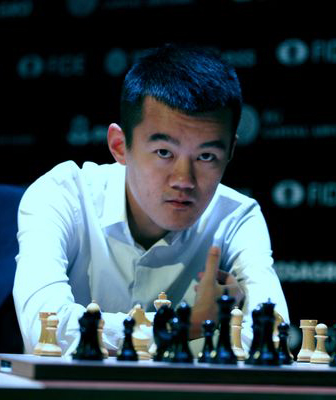
Ding Liren.